# Сражение у бухты Кёге (1710)

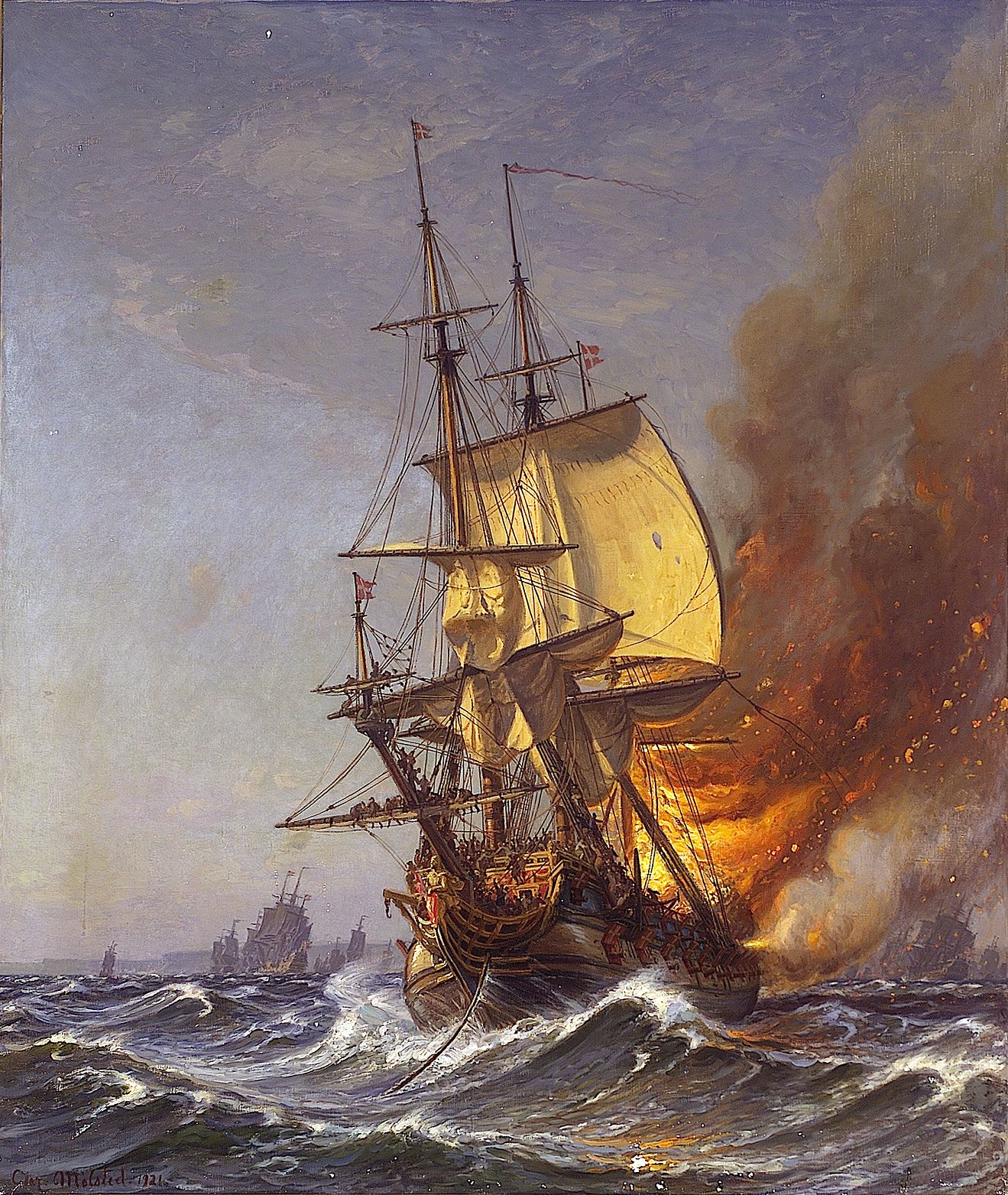
Последний бой «Данеброга». Картина датского художника Христиана Мэльстеда (1862—1930)

Сражение у бухты Кёге (швед. Slaget i Køge bukt) — морское сражение, состоявшееся 4 октября 1710 годa (24 сентября по Шведскому календарю) в ходе Великой Северной войны между датским флотом под командованием адмирала Ульрика Кристиана Гюлленлёве и шведским флотом под командованием адмирала Ханса Вахтмейстера.

## Предыстория
С повторным вступлением Дании в войну её армия высадилась на Скандинавском полуострове, блокируя с суши шведскую морскую базу Карлскруну, но после поражения при Хельсингборге она была вынуждена отступить на континент. В то же время шведскому флоту под командованием генерал-адмирала графа Вахмейстера выйти в море не удавалось, так как датский флот крейсировал перед входом в эту гавань. В сентябре 1710 года датчане пошли в Данциг, чтобы перевезти туда 6000 человек русских войск; но во время жестокого шторма они потерпели столь тяжёлые аварии, что 4 линейных корабля были совершенно выведены из строя. Корпуса кораблей, особенно такелаж, сильно страдали во время штормов. Тем не менее в начале октября датские корабли были снова в готовности, хотя и не с полностью устранёнными повреждениями.
Датский флот адмирала Гюлленлёве стоял на якоре в юго-восточном конце наружной бухты Кёге, на 10 саженной глубине. Флот располагал 26 линейными кораблями с 1700 орудиями, 5 фрегатами, 13 мелкими судами и 40 пустыми транспортами, с командой 10 000 чел. Флаг адмирал держал на трёхдечном 90-пушечном корабле «Элефант».
21 сентября шведский адмирал Вахмейстер вышел в море с 21 линейным кораблём (более 1500 орудий), несколькими фрегатами и мелкими судами. Флаг командующего развевался на трёхдечном 96-пушечном корабле «Гата Леве». Главные силы шведов направились к Зунду.

## Ход боя
Датский адмирал, зная о выходе вражеского флота почти за 2 недели, проявил полную беспечность. Датчане не выслали ни одного корабля на разведку, так что 4 октября появление шведского флота было совершенно неожиданным, датский флот у своих же берегов оказался застигнутым врасплох неприятельским флотом. Сначала датчане приняли неприятельские корабли за коммерческие. Но как только ошибка выяснилась, Гюлленлёве был вынужден приказать обрубить канаты, чтобы успеть выстроить боевую линию; он лёг на курс северо-восток, в бейдевинд правым галсом. Для этого датчанам пришлось несколько спуститься, благодаря чему расстояние между ними и шведами увеличилось.
Когда Вахмейстер приблизился на 15 кабельтовых, он привёл к ветру, чтобы отрезать неприятелю путь в Зунд. Вскоре после двух часов пополудни его флагманский корабль и близ идущие корабли открыли огонь по головному датскому кораблю, 96-пушечному «Данеброг», шедшему несколько на ветре. Корабль загорелся (возможно, что от огня собственных орудий) и угрожал поджечь ближние корабли и находившиеся под ветром транспорты. Командир Ивар Хуитфельдт мог бы спасти корабль и команду, если бы он повернул под ветер и выбросился со своим кораблём на берег. Но при проходе мимо подветренных кораблей они легко могли бы быть подожжены. Чтобы этого избежать и не расстраивать боевой линии, герой-командир решил принести себя и своих людей в жертву и стал на якорь между обоими неприятельскими флотами. Около 4 часов «Данеброг» взлетел на воздух; из 700 человек команды, из-за очень свежей погоды, удалось спастись только троим.
Сражение закончилось этим первым коротким боем на контр-галсах, в котором даже не принял участие весь флот, ибо свежая погода очень затрудняла стрельбу. Два шведских корабля, 84-пушечная «Princessa Ulrika» и 96-пушечный «Tre Kronor», сели на мель южнее Драгера. В 5 часов оба флота стали на якорь у Стевнс Клинта, близко друг от друга, где оставались и на следующий день. Шведы спасли команды обоих ставших на мель кораблей, а сами корабли сожгли. Вахмейстеру удалось захватить транспорты, возвращавшиеся из Данцига пустыми; ночная атака брандеров не удалась.

## Результаты
При стихающем ветре шведский адмирал 7 октября пошёл обратно, по-видимому, из-за недостатка провизии и своей сравнительной слабости, его флот имел на 5 линейных кораблей меньше. Возможно также, сыграл свою роль и преклонный возраст (70 лет) адмирала, он уже не обладал должной энергией. Кроме того, он намеревался помешать перевозке русских войск и обеспечить посылку шведских войск в Померанию. Датский флот за ним не последовал, несмотря на то, что время года не было ещё слишком поздним; вероятно, ещё и тяжёлые повреждения, понесенные датскими судами во время последнего шторма, принудили их быть осторожными. Датчане тоже скоро вернулись на зимовку.